# إميل مولر (سياسي)
إميل مولر هو سياسي فرنسي، ولد في 20 أبريل 1915 في ميلوز في فرنسا، وتوفي بنفس المكان في 11 نوفمبر 1988. نشط حزبياً في French Section of the Workers' International ‏ والاتحاد من أجل الديمقراطية الفرنسية. وقد انتخب نائب عن الجمعية البرلمانية لمجلس أوروبا ‏ لترشحه ضمن قائمة فرنسا، (21 أبريل 1959 – 1963) وانتخب Mayor of Mulhouse ‏ (1956 – 1981) وانتخب نائب فرنسي.